# Something to Shout About
Something to Shout About ist ein Musicalfilm aus dem Jahr 1943. Regie führte Gregory Ratoff. Der Schwarzweißfilm wurde bei der Oscarverleihung 1944 für zwei Oscars nominiert.

## Handlung
Die reiche und frisch geschiedene Donna Davis bietet dem Broadwayproduzenten Willard Samson an seine nächste Show zu finanzieren. Die einzige Bedingung ist, dass die in jeder Hinsicht untalentierte Donna Davis der Star der Show sein muss. Die Show soll im Stile eines Vaudeville gestaltet werden. Samsons Pressesprecher Ken Douglas findet in dem Mietshaus, in dem er lebt, die in jeder Hinsicht talentierte Jeanie Maxwell, eine angehende Komponistin und Sängerin aus Altoona (Pennsylvania). Versuche die untalentierte Donna durch Jeanie zu ersetzen bleiben zunächst erfolglos. Als Donna auf dem Lande von einem Sherrif festgenommen wird scheint die Premiere gerettet. Leider gelingt es Donna Davis noch rechtzeitig freizukommen und die Uraufführung gerät zum Desaster. Jeanie kehrt nach Altoona zurück, Willard Samson verfällt dem Alkohol und Ken Douglas versucht weiter Donna von der Bühnenkarriere abzubringen.

## Hintergrund
Für die als schwarze Bürgerrechtsaktivistin tätige Jazzpianistin und Schauspielerin Hazel Scott war der Film der erste Auftritt auf der Leinwand.
Die die aus Altoona (Pennsylvania) stammende Jeanie spielende Schauspielerin Janet Blair wurde in Altoona geboren.

## Auszeichnungen
Für das im Film von Don Ameche und Janet Blair im Duett gesungene Lied You’d Be So Nice to Come Home To wurde Cole Porter für den Oscar in der Sparte Bester Song nominiert. In der Sparte Beste Filmmusik wurde Morris Stoloff für seine Arbeit an Something to Shout About für den Oscar nominiert.